# Conversión a vehículo eléctrico

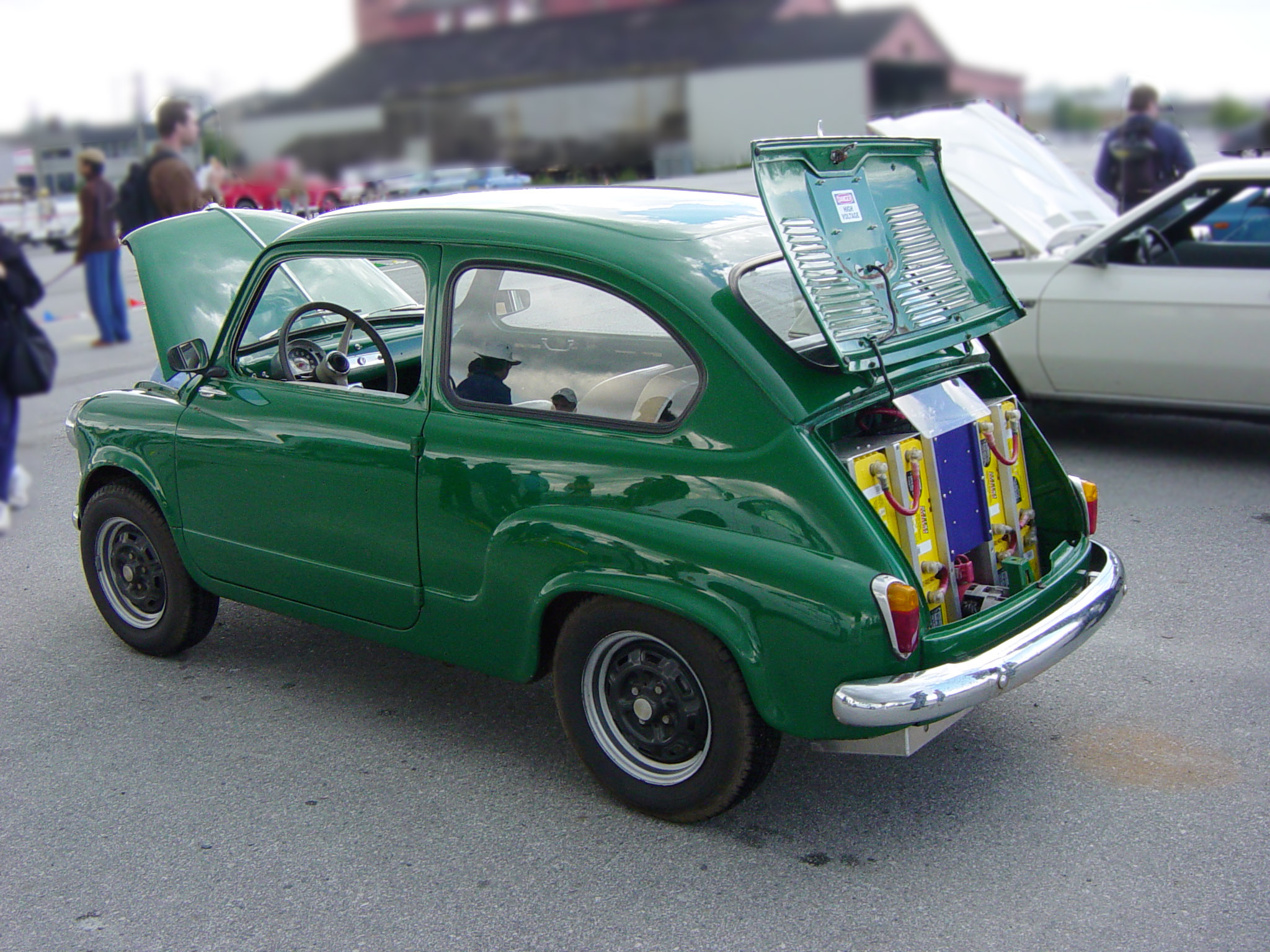
Automóvil originalmente de combustión convertido a eléctrico

La conversión a vehículo eléctrico es la modificación de un vehículo convencional de combustión interna (IC2EV) a un vehículo eléctrico mediante la sustitución del sistema de propulsión por un motor eléctrico. 

## Elementos de una conversión
Casi cualquier vehículo se puede convertir a eléctrico.
Para ello se requiere:
- El paquete de baterías,[1] que proporciona una fuente de energía eléctrica.
- El cargador, que restaura la energía de las baterías (pueden montarse en el vehículo o en una estación especial de recarga en algún lugar fijo).
- El controlador de electricidad,[2] que regula el flujo de energía entre la batería y el motor eléctrico.
- Uno o más motores eléctricos y su fijación mecánica al tren de propulsión[3] o al tambor de las ruedas.
- Conductores eléctricos para conectar la batería, el controlador y motor.
- Equipo accesorio para alimentar los equipos auxiliares, tales como frenos eléctricos y sistema de aire acondicionado
- Circuitos de control y equipos para permitir el control y el entrelazamiento de los diversos componentes.
- En su caso, instrumentación específica para la operación y el mantenimiento de la conversión.

### Electricidad renovable
Las células solares se podrían utilizar para alimentar un vehículo convertido a eléctrico pero por su limitada efciencia aun hoy este tipo de alimentación aun se encuentra en fase experimental.

## Proceso de conversión
Las conversiones se pueden realizar tanto por garajes, como por los propios aficionados (la mayoría de las conversiones en los EE. UU. América del Norte se llevan a cabo por estos últimos, que por lo general convierten un vehículo con un motor que no funciona, ya que tales vehículos antiguos o defectuosos suelen ser muy económicos de adquirir). Otros aficionados con presupuestos más grandes pueden preferir para convertir un vehículo último modelo o un vehículo de un tipo particular. En algunos casos el propio vehículo puede ser construido por el convertidor o ensambladas a partir de un coche de kit.
Un vehículo de dos etapas es un vehículo que ha sido construido por dos fabricantes distintos. El resultado es un vehículo estándar completo. En este proceso, los vehículos también pueden ser convertidos por el propio fabricante (como ha hecho Ford Motor Company para crear el Ford Ranger EV). Por otra parte, en un proceso conocido como "trenización de terceros", un convertidor independiente compra vehículos glíderes nuevos (vehículos sin motor) y posteriormente realizan la conversión, para ofrecer un vehículo de dos etapas.
En algunos países, el usuario puede optar por comprar un vehículo transformado de cualquier modelo en el concesionario del fabricante de automóviles, pagando sólo el coste de las baterías y el motor, sin costos de instalación (se denomina preconversión o conversión previa).
En Francia, en marzo de 2022 se ha aprobado una orden relativa a las condiciones para la conversión de vehículos de combustión interna a motores eléctricos de batería.

## Industria
La industria de conversión a vehículos eléctricos ha crecido para incluir garajes de conversión de vehículos, kits de recambio y componentes del vehículo.

## Tipos de vehículos

### Autobuses
e-Traction Worldwide, de Luxemburgo fabrica el kit e-Traction System, que incluye TheWheel, una rueda de autopropulsión eléctrica para ser montada en autobuses, tanto nuevos como en los que se desee convertir a eléctricos.  Se basan en dicho kit los autobuses Mitsubishi Colt, Econex, VDL NEMS e-Busz y otros más.

### Camiones
Los camiones ligeros son especialmente adecuados para la conversión de aficionado, ya que es fácil de colocar las baterías lejos del compartimiento de pasajeros y hay una buena capacidad de manejo de carga para el uso de baterías pesadas, tales como las baterías inundadas de plomo-ácido comúnmente utilizadas en carritos de golf. Los camiones ligeros también ofrecen utilidad sustancial en el uso, simplemente porque son camiones. Incluso si una parte de la capacidad de peso se elimina por la presencia de baterías dentro o debajo de la caja de carga, permanece gran parte o toda la utilidad espacial. Un camión ligero es muy recomendable como primer esfuerzo de conversión, debido a la simplicidad del diseño de los componentes. Con la colocación correcta de la batería, la estabilidad de un posterior camión de producción se puede mejorar por encima de la versión de combustión (versión con motor de combustión interna). Aunque hay camiones adecuados  anteriores a 2002, la evolución moderna de este tipo de vehículos los ha hecho más altos, más pesados, más voluminosos y menos eficientes  y su altura excesiva hace que la colocación de la batería debajo de la caja sea esencial para mantener el centro de gravedad lo suficientemente bajo para la estabilidad en las curvas.

### Coches
Se están ofreciendo conversiones todo incluido por unos 6.000 € más IVA. El kit incluye, entre otras cosas motor eléctrico DC Sepex 72 V Clase H 25KW potencia pico y baterías de plomo Absortion Glass Mat (AGM).

### Chasis a medida
Para las personas que pueden construir un kit car (coche de paquete), si poseen las habilidades y la maquinaria (de soldadura, herramienta automotriz, entre otros), pueden logar un vehículo único. Esto es especialmente adecuado para la construcción de vehículos ligeros que pueden ofrecer una operatividad excepcional. Muchas empresas de coches de paquete basados en VW tienen chasis de tubo.Un kit de  glider (o kit de deslizable) incluye todos los componentes de un vehículo, salvo el tren de potencia (motor y baterías).

### Dos ruedas
Para las bicicletas, existen kit eléctricos que están preparados para montarlos y así convertir nuestra bicicleta clásica en una eléctrica. Existen diferentes tipos de kits eléctricos: de motor central, de rueda delantera o de rueda trasera. Colocando uno de estos motores y una batería conseguiremos una asistencia al pedalear que nos ayudará a subir cuestas. Es una manera económica de tener una bicicleta eléctrica, ya que por unos 500€ podemos hacernos con todo lo necesario y el montaje no es difícil.
Entre los kit más populares se encuentra la marca Bafang que ofrece unos motores muy fiables.
- Motocicleta eléctrica
- Bicicleta eléctrica

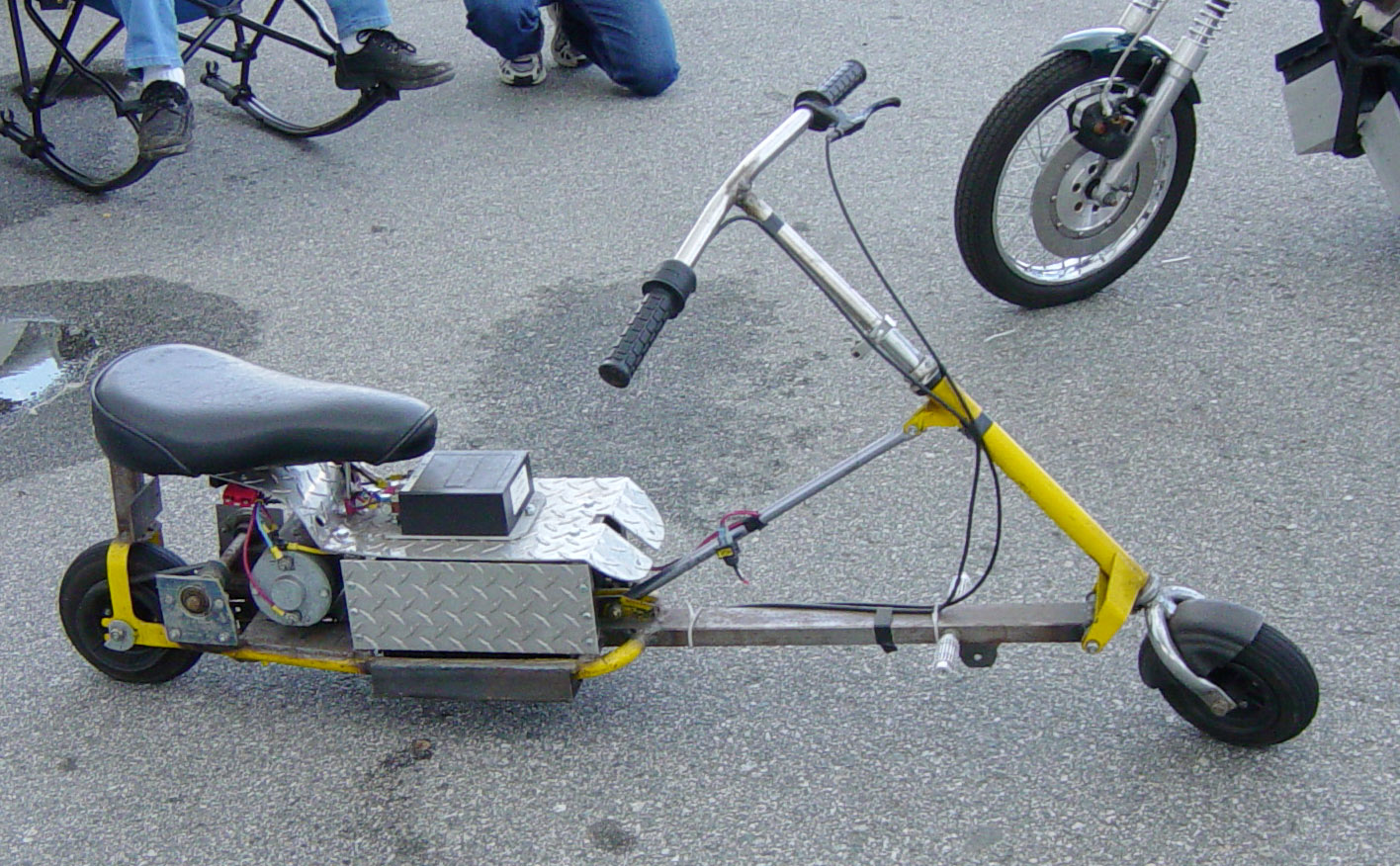
Patinete eléctrico
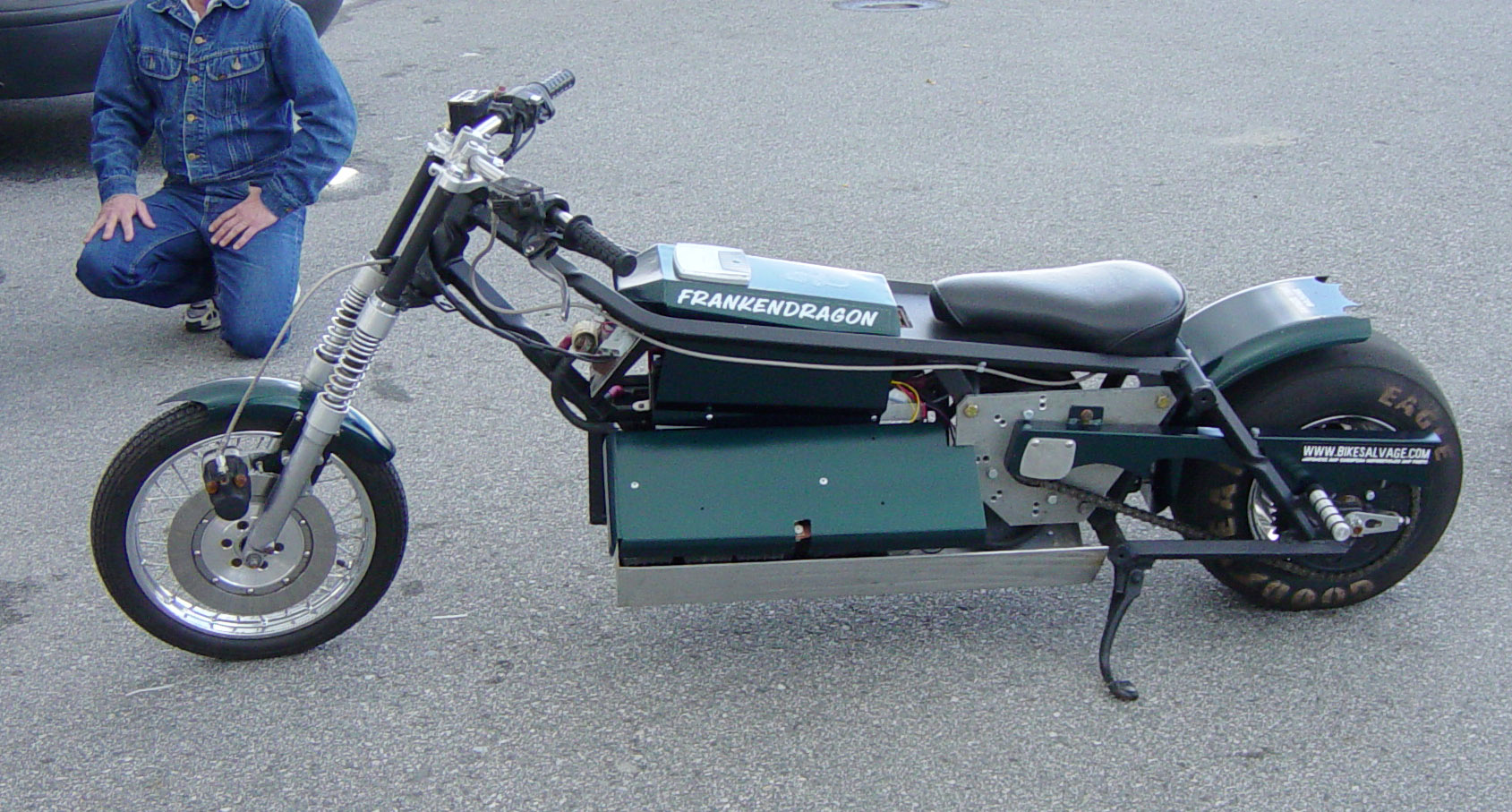
Moto de carreras de aceleración a medida
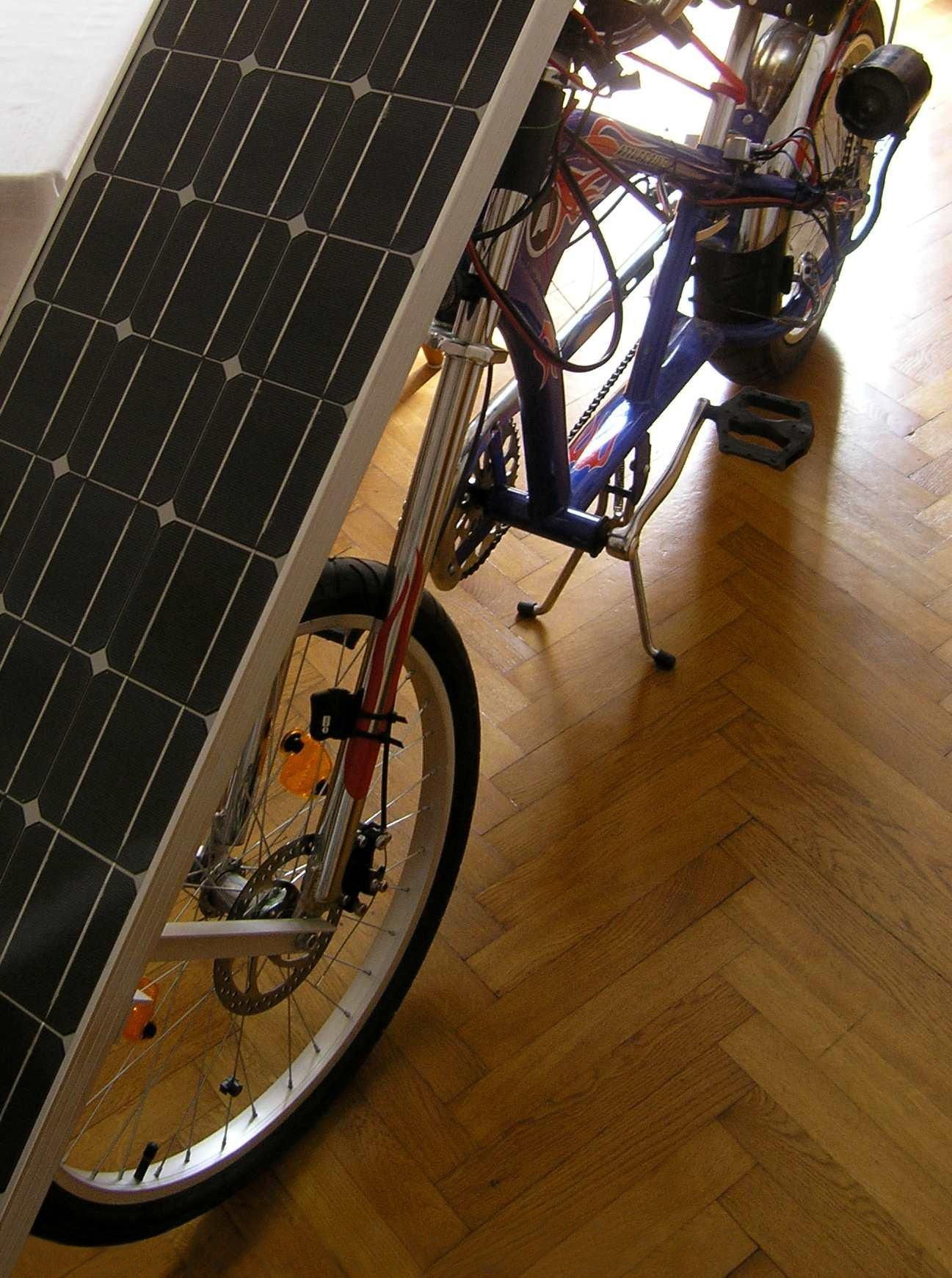
Bici solar